# 八·二七派
南京八·二七革命串联会，简称南京八·二七，在1967年，与南京八·二七立场相近的组织有南京工学院“东方红”组建的“江苏东方红”，华水革联组建的老工总，统称八·二七派，又称屁派。是南京两大派之一，与“红总派”对立，成为拥军派。

## 历史
1966年8月27日，“南京大学八·二七革命串联会”（简称“南大八·二七”）成立，曾邦元任负责人。
在南大八·二七的推动下，南京八·二七于12月20日成立，包含部分工人、农民，但主体仍是大中学校的师生。有评价称，南京八·二七虽是造反派，但较省红总来说更稳健温和。
1967年1月下旬，南京八·二七与省红总就统属关系产生纠纷，南京八·二七以退出行动相威胁，其他小组织也参与抵制，但省红总领导者未与理会继续发动夺权。南京八·二七内的激进派迅速建立了“南京八·二七夺权大队”并转入省红总阵营。
1967年1月26日，省红总为首的南京市造反派夺取并宣布接管权力（“一·二六”夺权），但未受到中共中央承认。南京八·二七及其支持者则策动了一场关于1·26夺权的争论。此后造反派分裂为“红总派”和“八·二七派”。
经过一系列冲突和谈判，1968年3月，江苏省革命委员会成立。9月，红代会、工代会、农代会正式兼并了一切群众组织。